# Vouvry
Vouvry é uma comuna da Suíça, situada no distrito de Monthey, no cantão de Valais. Tem 33,5 km² de área e sua população em 2018 foi estimada em 4.198 habitantes.